# Kościół św. Jakuba Apostoła w Płonnem
Kościół świętego Jakuba Apostoła w Płonnem – rzymskokatolicki kościół parafialny należący do parafii pod tym samym wezwaniem (dekanat dobrzyński nad Drwęcą diecezji płockiej).

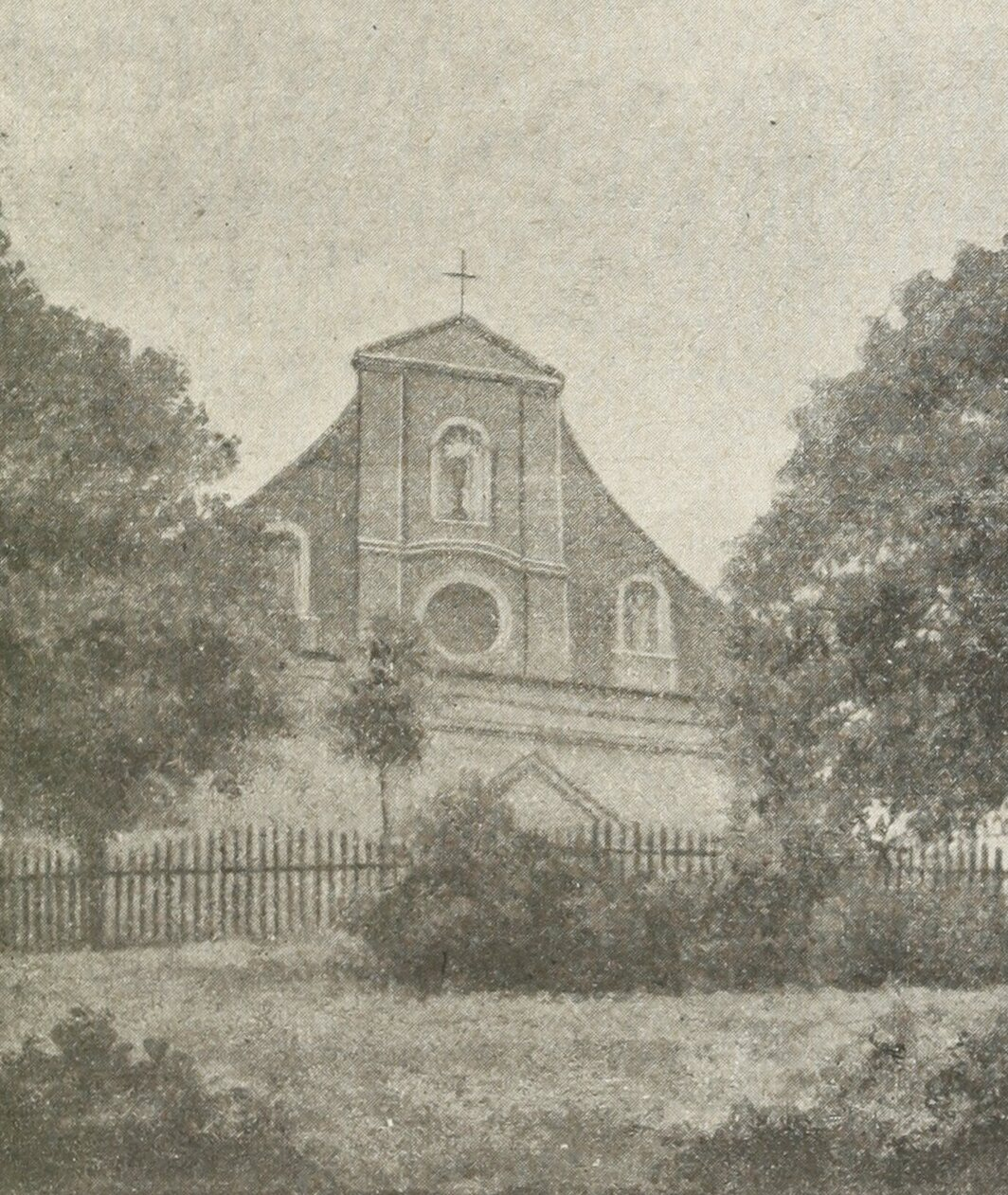
Widok kościoła przed 1909

Parafia była erygowana zapewne pod koniec XIV wieku, choć według tradycji świątynia została wzniesiona w 1402 roku. Był to kościół murowany, orientowany, wybudowany w stylu gotyckim, znajdujący się na starym wzniesieniu, być może wczesnośredniowiecznym grodzisku. Około 1545 roku świątynia była restaurowana przez Erazma Kretkowskiego, kasztelana brzeskiego, z kolei uposażył ją biskup płocki Samuel Maciejowski herbu Ciołek. Na podstawie wizytacji z 1781 roku wiadomo, że w kościele znajdowały się cztery ołtarze. Budowla była kilkakrotnie remontowana w latach: 1821, 1900–1903 przez księdza Stanisława Dembińskiego oraz ponownie w 1956 roku.
Świątynia jest gotycka, orientowana, znajduje się na stromym wzniesieniu, które mogło być wczesnośredniowiecznym grodziskiem; murowana, wybudowana z cegły o układzie gotyckim, otynkowana. Prezbiterium kościoła jest dwuprzęsłowe, zamknięte trójbocznie, z nową zakrystią. W nawie jest umieszczone sklepienie pozorne o łuku odcinkowym z XVIII–XIX wieku. Okna w kościele są zamknięte półkoliście. Dwa portale w stylu gotyckim, ostrołukowe: do zakrystii i od strony nawy południowej. Chór muzyczny powstał na przełomie XVIII i XIX wieku. Szczyt między prezbiterium a nawą jest trójkątny i zwieńczony sygnaturką.
Do wyposażenia kościoła należą: ołtarz główny w stylu klasycystycznym z I połowy XIX wieku, ozdobiony barokowym obrazem Matki Boskiej z Dzieciątkiem z sukienką z XVIII wieku, z kilkoma srebrnymi plakietami wotywnymi, oraz rokokowa chrzcielnica z II połowy XVIII wieku i ambona z XVIII–XIX wieku. W budowli jest umieszczona drewniana figura św. Jakuba Apostoła. W 1897 roku zostały zamontowane organy, oryginalnie o 8 głosach, obecnie 4-głosowe, wykonane w fabryce Wacława Przybyłowicza. Wielki ołtarz został konsekrowany przez biskupa sufragana płockiego Henryka Piotra Kossowskiego herbu Dołęga w 1888 roku. Ołtarze boczne są dedykowane Matce Bożej Nieustającej Pomocy z obrazem sprowadzonym z Rzymu i św. Franciszkiem, a drugi: z Sercem Jezusowym i św. Józefem. Oprócz tego na ścianach sa zawieszone obrazy św. Klemensa i św. Jakuba Apostoła.